# Romaria (telenovela)
Romaria é uma futura telenovela brasileira exibida e produzida pela Band, em parceria com a Warner Bros. Discovery, a emissora portuguesa TVI e a produtora Putz, sem previsão de estreia no momento. Criada por Jayme Monjardim e escrita por Letícia Wierzchowski, a trama marca o retorno da produção dramatúrgica da emissora, encerrada em 2008 com Água na Boca.

## Enredo
Sete irmãos de características diferentes precisam se reunir após perderem a mãe em um trágico acidente. Devota de Nossa Senhora da Conceição Aparecida, os filhos decidem atender ao último pedido da matriarca realizando uma procissão em honra à padroeira do Brasil no interior, passando por longos desafios.

## Elenco
A ser anunciado.

## Produção
Em 2023 Jayme Monjardim apresentou á TV Globo o enredo de Romaria para ser produzida no horário das nove, após Renascer (2024), sendo baseado em um relato do autor durante a produção de A História de Ana Raio e Zé Trovão (1990–91) na Rede Manchete. No entanto, a trama foi engavetada na emissora carioca sem maiores explicações, apesar de ser especulado que o motivo seria evitar um novo escândalo religioso, como aconteceu em A Padroeira (2001–02), quando foi rejeitada tanto pelo público católico, como por protestantes, além de também evitar novos problemas com o último público citado.
Monjardim foi dispensado da TV Globo após 26 anos consecutivos na emissora, visando seguir com os planos de criar uma produtora independente, levando consigo o argumento de Romaria. O escritor chegou a apresentar o texto para o SBT, mas recebeu uma resposta negativa do canal paulista após este optar por investir em dramalhões infantis. Por fim, o autor decidiu negociar com a Band a produção da novela, que demonstrava interesse em reativar o setor da dramaturgia, encerrado em 2008 com o fim de Água na Boca. As negociações entre as duas partes avançaram, sendo concluídas no dia 21 de novembro de 2024 quando o autor anunciou que firmou um contrato com a emissora do Morumbi, marcando o seu retorno no canal após 28 anos. Jayme planejava até então estrear a novela no dia 12 de outubro de 2025, dia de Nossa Senhora Aparecida. Mas, havia dois empecilhos: o primeiro, era que a data especulada cairia num domingo, dia incomum de estreia para uma telenovela, e segundo, haviam questões burocráticas a serem resolvidas, o que diminuiria as chances de estrear em 2025. Por fim, a novela acabou sendo adiada para 2026. Para ficar responsável pela confecção dos roteiros, Monjardim escolheu Letícia Wierzchowski, no qual fizeram parceria na minissérie A Casa das Sete Mulheres (2003).
Visando reduzir os custos e ampliar a parceria iniciada em 2020 com a Warner Bros. Discovery, a Band decidiu negociar a co-produção com o estúdio americano em 2 de dezembro de 2024, objetivando também colocar os capítulos da novela na plataforma de streaming Max. A emissora portuguesa TVI também demonstrou interesse em participar do projeto, já que também possui parceria com a Band desde 2019 para a exibição de novelas.